# Artazu
Artazu ist ein Ort und eine Gemeinde (municipio) mit 124 Einwohnern (Stand: 2024) in der autonomen Gemeinschaft Navarra im Norden von Spanien. 

## Lage und Klima
Artazu liegt in ca. 450 m Höhe und ist ca. 27 km (Fahrtstrecke) in südwestlicher Richtung von der Regionalhauptstadt Pamplona entfernt. Der Arga begrenzt die Gemeinde im Osten. Das Klima ist gemäßigt bis warm; Regen (ca. 784 mm/Jahr) fällt übers Jahr verteilt.

## Bevölkerungsentwicklung
| Jahr      | 1970 | 1981 | 1991 | 2001 | 2011 | 2021 |
| Einwohner | 234  | 136  | 132  | 94   | 121  | 117  |

## Sehenswürdigkeiten

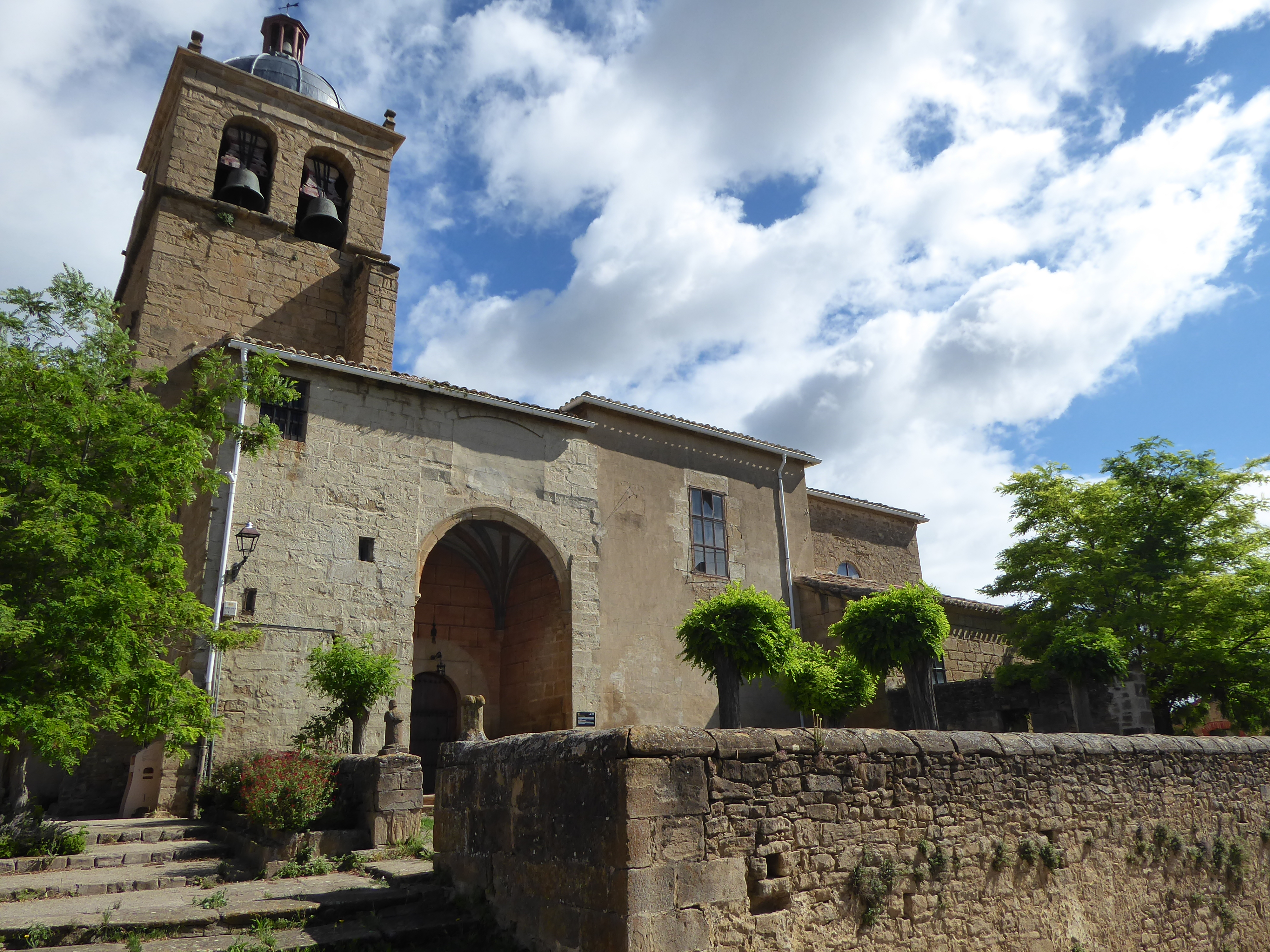
Michaeliskirche
- Kreuzkapelle

- Michaeliskirche